# ایست فرانکلین (نیوجرسی)
ایست فرانکلین (به انگلیسی: East Franklin) یک منطقهٔ مسکونی در ایالات متحده آمریکا است که در شهر فرانکلین واقع شده‌است. ایست فرانکلین ۲٫۸۱۷ کیلومتر مربع مساحت و ۸٬۶۶۹ نفر جمعیت دارد و ۳۵ متر بالاتر از سطح دریا واقع شده‌است.